# Міжнародна федерація кінопреси
Міжнародна федерація кінопреси, скорочено ФІПРЕССІ (фр. Fédération internationale de la presse cinématographique, FIPRESCI), відома також як Міжнародна федерація кінокритиків (англ. International Federation of Film Critics) — об'єднання національних організацій професійних кінокритиків і кіножурналістів з усього світу для заохочення і розвитку культури кіно і для збереження професійних інтересів. Заснована 6 червня 1930 року в Брюсселі (Бельгія).

## Мета створення
- гарантувати свободу та моральність кінокритики, кіножурналістики та інформації
- пропагувати та розвивати ідею кіно як засобу художнього вираження та культурного виховання
- визначати, обговорювати та закріплювати особливі права та обов'язки кінокритики та кіножурналістики
- заохочувати обмін ідеями та досвідом між кінокритиками та кіножурналістами усіх країн і таким чином створювати нову основу для постійного діалогу, не зважаючи на ідеологічні та політичні розбіжності
- публікувати та розповсюджувати всі документи, які відповідають вищевказаній меті.

## Структура та діяльність
Міжнародна федерації кінопреси складається з національних організацій 50 країн світу, а також індивідуальних членів, які представляють ще 20 країн. Україну в організації з 2011 року представляє Українська гільдія кінокритиків НСК України.
Генеральна асамблея Міжнародної федерації кінопреси проходить щорічно в місті Барі, Італії. Штаб-квартира — в Мюнхені, Німеччина. Президент (із 2014 року) — Алін Ташіян, кінокритик з Туреччини.
Офіційна мова організації — англійська та французька.
З 1948 року Міжнародна федерація кінопреси працює на найбільших міжнародних кінофестивалях та присуджує Приз ФІПРЕССІ (англ. The FIPRESCI Prize), який має вигляд диплома з указаним ім'ям режисера та назви фільму. Присуджує нагороду спеціальне журі, яке складається не менш як із трьох, та не більше, як із дев'яти членів, що обов'язково мають бути з різних країн.
Міжнародна федерація кінопреси має свій онлайновий кінематографічний журнал під назвою Undercurrents, який випускається кінокритиком Крісом Фудзіварою.